# Acropteris grammearia
Acropteris grammearia es una especie de polilla del género Acropteris, familia Uraniidae.

## Taxonomía
Fue descrita científicamente por Geyer en 1832.